# 神宮寺站

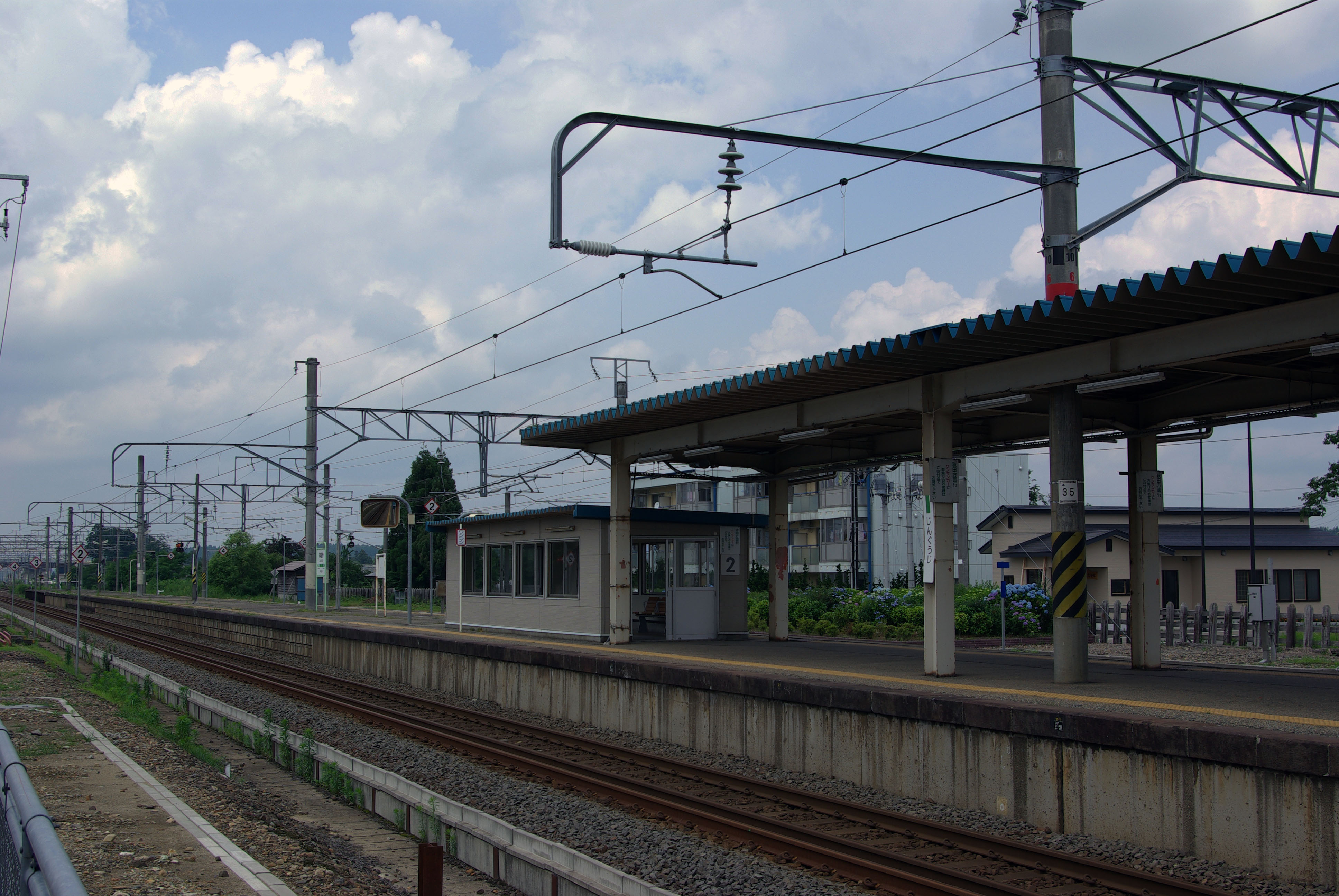
月台

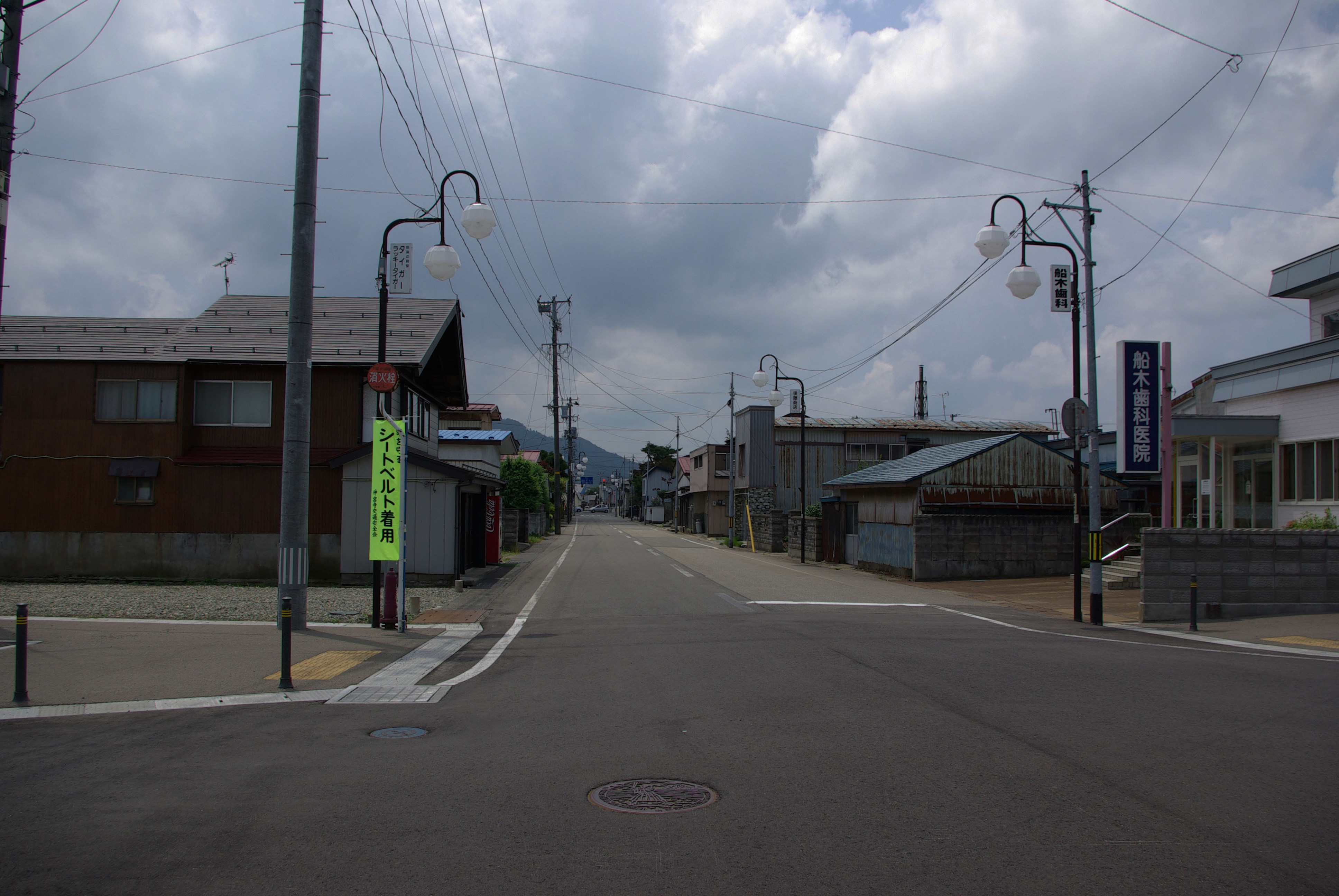
站前

神宮寺站（日语：／ Jingūji eki */?）是屬於東日本旅客鐵道（JR東日本）奧羽本線的鐵路車站，位於日本秋田縣大仙市。

## 車站構造
本為設有一座1面2線的島式月台，並且由大曲站管負責理的簡易委托車站。營業時間為7:50-17:00。

### 月台配置
| 月台 | 路線              | 目的地                    |
| ---- | ----------------- | ------------------------- |
| 1    | ■奧羽本線（下行） | 秋田方向                  |
| 2    | ■奧羽本線（上行） | 大曲、橫手、新方向/待避線 |

## 使用狀況
| 年度 | 每日平均乘客數 |
| ---- | -------------- |
| 2000 | 327            |
| 2001 | 323            |
| 2002 | 318            |
| 2003 | 324            |
| 2004 | 342            |
| 2005 | 333            |
| 2006 | 333            |
| 2007 | 309            |
| 2008 | 305            |
| 2009 | 293            |
| 2010 | 300            |
| 2011 | 287            |
| 2012 | 297            |
| 2013 | 289            |

## 歷史
- 1904年（明治37年）8月21日：奧羽北線（即現奧羽本線）和田站至神宮寺站開通，此車站啟用。
- 1904年（明治37年）12月21日：奧羽北線神宮寺站至大曲站開通。
- 1987年（昭和62年）4月1日：因國鐵分割民營化，本站成為東日本旅客鐵道的車站。

## 車站周邊
- 秋田縣道179號神宮寺停車場線
- 大仙市神岡分所（前神岡町政廳）
- 神宮寺郵局
- 神宮寺站向簡易郵局
- 大仙警署神宮寺派出所
- 大仙市立神宮寺小學
- 大仙市立平和中學
- 東北醬油總部
- Maxvalu東北神岡店
- 雄物川
- 國道13號

### 巴士路線
最近的巴士站是位於神宮寺站前角（走行2分鐘）。
- 羽後交通
  - 南外線
  - 強首線

## 相鄰車站
東日本旅客鐵道
■奧羽本線
□快速
通過
■普通
大曲－神宮寺－刈和野

## 相關項目
- 日本鐵路車站列表 Ji

## 外部連結
- JR東日本－神宮寺站 （页面存档备份，存于）（日語）

39°29′41.8″N 140°25′34.7″E / 39.494944°N 140.426306°E